# Años 740 a. C.
Los años 740 antes de Cristo transcurrieron entre los años 749 a. C. y 740 a. C.

## Acontecimientos
- 750 a. C.: en el sur de Egipto, Arala funda el reino de Kush.
- 750 a. C.: los medos se establecen en el actual Irán, venciendo a los persas (pero sin conquistarlos).
- 750 a. C. aprox.: en Olimpia un escultor crea la estatua Hombre y centauro. Actualmente se encuentra en poder del Museo Metropolitano de Arte de Nueva York (Estados Unidos).
- 750 a. C. aprox.: en el mar Mediterráneo comienza la época de colonización griega. Los griegos establecen colonias en Italia y Sicilia.
- 750 a. C. aprox.: en Grecia asumen sus cargos los primeros tiranos.
- 747 a. C. (26 de febrero): en Asiria, Nabonasar se convierte en rey.
- 747 a. C.: en Lidia, Meles se convierte en rey.
- 747 a. C.: según los cálculos de Dionisio de Halicarnaso ―basándose en los datos de Quinto Fabio Píctor― este fue el primer año de la octava olimpiada, por lo que en este año tuvo lugar la fundación de Roma. Otros autores sostienen que la fundación fue el 754 a. C.
- c. 747 a. C.: en Egipto, comienza a reinar Pianjy (fundador de la dinastía XXV).
- 741 a. C.: en la pequeña ciudad de Roma, sus habitantes afirman que este año ―12 años después de la fundación (en el 753 a. C.)― se producirá el fin del mundo, basados en el mito de las 12 águilas que revelaron un número místico a Rómulo.[1]

## Nacimientos
- Nehemes-Bastet, cantante egipcia de la XXII dinastía egipcia.

## Fallecimientos
- Tito Tacio, legendario rey de Roma (en diarquía con el también legendario Rómulo).